# Reading Football Club 2022-2023
Questa voce raccoglie le informazioni riguardanti il Reading Football Club nelle competizioni ufficiali della stagione 2022-2023.

## Rosa
Aggiornata al 4 febbraio 2023.
| N. |                           | Ruolo | Calciatore            |
| -- | ------------------------- | ----- | --------------------- |
| 1  | Inghilterra (bandiera)    | P     | Joe Lumley            |
| 2  | Inghilterra (bandiera)    | A     | Andy Carroll          |
| 3  | Inghilterra (bandiera)    | D     | Tom Holmes            |
| 4  | Inghilterra (bandiera)    | C     | Sam Hutchinson        |
| 5  | Scozia (bandiera)         | D     | Tom McIntyre          |
| 6  | Inghilterra (bandiera)    | D     | Liam Moore (capitano) |
| 7  | Irlanda (bandiera)        | A     | Shane Long            |
| 8  | Irlanda (bandiera)        | C     | Jeff Hendrick         |
| 9  | Portogallo (bandiera)     | A     | Lucas João            |
| 10 | Inghilterra (bandiera)    | C     | Tom Ince              |
| 11 | Costa d'Avorio (bandiera) | A     | Yakou Méïté           |
| 12 | Inghilterra (bandiera)    | D     | Abdul Rahman Baba     |
| 14 | Inghilterra (bandiera)    | C     | Ovie Ejaria           |
| 15 | Inghilterra (bandiera)    | A     | Femi Azeez            |

| N. |                          | Ruolo | Calciatore            |
| -- | ------------------------ | ----- | --------------------- |
| 16 | Serbia (bandiera)        | C     | Dejan Tetek           |
| 17 | Ghana (bandiera)         | D     | Andy Yiadom           |
| 18 | Inghilterra (bandiera)   | D     | Nesta Guinness-Walker |
| 19 | Inghilterra (bandiera)   | C     | Tyrese Fornah         |
| 20 | Italia (bandiera)        | C     | Cesare Casadei        |
| 21 | Australia (bandiera)     | P     | Dean Bouzanis         |
| 22 | Senegal (bandiera)       | C     | Loum N'Diaye          |
| 23 | Canada (bandiera)        | C     | Junior Hoilett        |
| 24 | Inghilterra (bandiera)   | D     | Scott Dann            |
| 27 | Senegal (bandiera)       | D     | Amadou Mbengue        |
| 28 | Guinea-Bissau (bandiera) | C     | Mamadi Camará         |
| 30 | Ghana (bandiera)         | D     | Kelvin Abrefa         |
| 31 | Giamaica (bandiera)      | P     | Coniah Boyce-Clarke   |
|    | Giamaica (bandiera)      | D     | Liam Moore            |